# Rudolf Hobohm
Rudolf Hobohm (* 29. April 1859 in Schermcke; † 13. August 1933 in Saarbrücken; vollständiger Name: Friedrich Adolf Rudolf Hobohm) war ein deutscher Bauingenieur, kommunaler Baubeamter und 1920/1921 kommissarischer Bürgermeister von Saarbrücken.

## Leben
Hobohm wurde 1859 als Sohn des Gutsbesitzers Karl Hobohm in Schermcke geboren. Nach dem Abitur in Magdeburg und dem Studium an der Technischen Hochschule Hannover leistete er 1882/1883 seinen Militärdienst als Einjährig-Freiwilliger. Er war Mitglied des Corps Alemannia Hannover. Er war als Ingenieur in verschiedenen Positionen in Hannover beschäftigt und heiratete 1894 Else Maria Jacob.
Am 13. Juli 1909 wurde er bei der Vereinigung der Saarstädte St. Johann, Saarbrücken und Malstatt-Burbach zum zweiten besoldeten technischen Beigeordneten der Stadt Saarbrücken gewählt und am 31. August 1920 zum Ersten Beigeordneten.
Am 9. April 1920 wurde er als „Kommissarischer Bürgermeister der Stadt Saarbrücken“ berufen. Am 7. Mai 1920 wurde seine Wahl von der Regierungskommission des Saargebiets bestätigt. Er blieb im Amt bis zur Amtseinführung seines Nachfolgers Hans Neikes am 3. Mai 1921. Hobohm trat 1925 in den Ruhestand, den er in Saarbrücken verlebte.